# Monticello (Minnesota)
Monticello – miasto w Stanach Zjednoczonych, w stanie Minnesota, w hrabstwie Wright.